# 勿部将軍功徳記
『勿部将軍功徳記』（もののべのしょうぐんくどくき）は、中華人民共和国山西省太原市天龍寺の石窟第十五窟に存在する石碑。

## 概要
『口部将軍功徳記』という造像石刻の欠損した「口」文字は「勿」という字だと解釈されている。銘文により、「勿部将軍」、すなわち勿部珣という人物が神龍二年（706年）に親族のために造った。
勿部珣は『唐大詔令集』巻百三十に収録する「命姚崇等北伐制」に記され、出身が不明であるが、「本枝東海」「内子楽浪郡夫人黒歯氏」などの銘文によって百済出身者とみられる。
『勿部将軍功徳記』に登場する百済の勿部珣を「物部珣」とし、物部氏の末裔とする説が有力である。